# Platyscapa corneri
Platyscapa corneri är en stekelart som beskrevs av Wiebes 1980. Platyscapa corneri ingår i släktet Platyscapa och familjen fikonsteklar. Inga underarter finns listade i Catalogue of Life.